# خايمي ميلا
خايمي ميلا (مواليد 1890) هو مبارز بالسيف إسباني، مثّل بلاده في الألعاب الأولمبية الصيفية 1924.

## روابط رياضية
خايمي ميلا على موقع أوليمبيديا (الإنجليزية)